# Revue de Gascogne
Cet article court présente un sujet plus développé dans : Société historique de Gascogne#Publications.
La Revue de Gascogne est la revue consacrée à l'histoire et l'archéologie de l'ancienne province de Gascogne et publiée à Auch (Gers), par la Société historique de Gascogne entre 1860 et 1939.

## Directeurs de publication
- Antoine Degert, de 1901 à 1930.